# やぎの冒険
やぎの冒険（やぎのぼうけん）は、2010年に公開された日本の長編映画。監督は当時中学生であった仲村颯悟。

## あらすじ
那覇で暮らす小学6年生の金城裕人は冬休みにひとりバスで母の田舎の今帰仁村に行く。赤瓦のウチナー家では、2匹のやぎ（ポチ・シロ）を飼っていたが、突然「ポチ」がいなくなっていた。地元の人たちに「つぶされる」ポチの姿を見てショックを受けた金城裕人を尻目に、もう1匹のやぎ「シロ」が売られようとする。そのとき、シロが逃げた！

## キャスト
- 金城裕人 - 上原宗司

- 大城琉也  - 儀間盛真

- 東江茂 - 平良進

- 東江ヨシ子 - 吉田妙子

- 金城裕子 - 城間やよい

- 儀間信二 - 津波信一

- バスの運転手 - 山城智二

- 東江裕志 - 仲座健太

- 良太 - 金城博之

## スタッフ
- プロデューサー：井手裕一
- 協力プロデューサー・監督補：月夜見倭建
- 脚本：山田優樹、岸本司、月夜見倭建
- 撮影：新田昭仁
- 照明：新城匡喜
- 録音：横沢匡広
- 衣装・メイク：むらたゆみ
- 音楽監督：ASIAN GHOST MOVIES
- 助監督：牧野裕二
- 製作担当：上里忠司
- 編集：森田祥悟